# MTV Unplugged: El desconecte
MTV Unplugged: El Desconecte es el segundo álbum en vivo de la banda de rock Molotov, lanzado al mercado el 24 de agosto de 2018 por Universal Music Group de México. Fue grabada el 12 de abril de 2018, transmitido en por la cadena televisiva MTV Latinoamérica.

## Antecedentes y promoción
El álbum se caracteriza por la variedad de instrumentos musicales acústicos para la ejecución de las canciones. Asimismo, existe una interacción de ritmos variados. Los integrantes de la banda intercalan sus roles como músicos.
De este álbum, se desprenden algunos sencillos como: «Gimme The Power», «Frijolero» y el inédito «Dreamers». En este álbum, está incluida la participación de Anita Tijoux, y las colaboraciones musicales de Money Mark y Djordje Stijepovic.

## Lista de canciones
| N.º | Título                               | Escritor(es)                                                              | Duración |  |
| 1.  | «Here We Kum»                        | Tito Fuentes                                                              | 4:49     |  |
| 2.  | «Amateur (Rock Me Amadeus)»          | Johann Hölzel                                                             | 5:10     |  |
| 3.  | «Gimme Tha Power»                    | Miguel Ángel Huidobro                                                     | 3:40     |  |
| 4.  | «Hit Me» (con Anita Tijoux)          | Miguel Ángel Huidobro                                                     | 5:13     |  |
| 5.  | «Dreamers» (con Anita Tijoux)        | Randy Ebright, Alex Fayde                                                 | 3:25     |  |
| 6.  | «Oleré Y Oleré Y Oleré el UHU»       | Miguel Ángel Huidobro                                                     | 3:07     |  |
| 7.  | «Parásito»                           | Francisco "Paco" Ayala                                                    | 2:59     |  |
| 8.  | «DDT»                                | Ismael Fuentes                                                            | 3:41     |  |
| 9.  | «Dance And Dense Denso»              | Francisco "Paco" Ayala, R. Ebright, Ismael Fuentes, Miguel Ángel Huidobro | 2:56     |  |
| 10. | «Mátate Teté»                        | Miguel Ángel Huidobro                                                     | 5:19     |  |
| 11. | «Frijolero»                          | Francisco "Paco" Ayala, Randy Ebright, Miguel Ángel Huidobro              | 3:37     |  |
| 12. | «Voto Latino»                        | Ismael Fuentes                                                            | 3:12     |  |
| 13. | «Cerdo»                              | Ismael Fuentes, Miguel Ángel Huidobro                                     | 3:11     |  |
| 14. | «Marciano (I Turned Into A Martian)» | Glenn Danzig                                                              | 2:47     |  |
| 15. | «Puto»                               | Ismael Fuentes                                                            | 3:00     |  |

| No incluidos |          |          |  |
| N.º          | Título   | Duración |  |
| 1.           | «Muerte» |          |  |

## Músicos

### Molotov
- Ismael Fuentes de Garay — Voz y segunda guitarra acústica, bajo acústico y contrabajo.
- Micky Huidobro — Voz, bajo acústico principal, guitarra y dobro.
- Paco Ayala — Voz, bajo acústico principal, batería y guitarra.
- Randy Ebright — Voz y beatbox, batería principal, gong, cajón, bongó y guitarra.

### Artistas invitados
- Anita Tijoux — Coros.

### Músicos invitados
- Money Mark — teclados, órgano y piano y acordeón.
- Alex Faid — guitarra acústica.
- Melchor Magaña — percusión.
- Djordje Stijepovic — contrabajo.
- Alejandro Méndez — instrumentos prehispánicos.
- Naoko Kobayashi — tambores Taiko.
- Alejandro Díaz — tuba.
- Jacobo Liberman — serrucho.
- Irene Alcantara y Antonio Rivas — gaitas.

## Curiosidades
- El escenario está ambientado con estatuas incompletas y pintarrajeadas y elementos decorativos en desorden, esto en representación del estilo musical de la banda.
- Todos los integrantes de la banda intercalan sus roles como músicos, así como que cada uno interpreta por lo menos una canción.
- Los instrumentos prehispánicos que Alejandro Méndez usa son tambores de cuero, variedad de piedras, conchas y silbatos.
- Money Mark, Alex Faid y Melchor Magaña participan en todas las canciones, excepto en «Puto». Asimismo, Money Mark toca el acordeón por única vez en «Frijolero».
- En «Gimme The Power», Randy Ebright usa una lámina de techo de zinc como instrumento de percusión.
- En «Mátate Teté», Money Mark se pone a saltar a ritmo del coro lo que llama la atención del público y la de los propios integrantes de la banda.
- Paco e Ismael usan un teléfono megáfono como parte de sus respectivas canciones «Parásito» y «Dance and Dense Denso».
- «Muerte» es un sencillo inédito que sólo se interpretó para el público y no fue grabado y producido para televisión e internet.